# Estero Los Loros
El estero Los Loros es un curso natural de agua que fluye en la Región de Valparaíso y desemboca en el río Aconcagua.
(No debe confundirse con la localidad de Los Loros (Chile), en la Región de Atacama, ni con la quebrada de Los Loros en la Región de Coquimbo donde ocurrió la Batalla de Los Loros durante la Revolución de 1859.)

## Trayecto
El estero Los Loros nace en la cuesta de Las Chilcas y drena la cuenca de Llay-Llay. Tras su formación fluye primero hacia el noroeste para continuar entonces derechamente hacia el oeste con una longitud total de 30 km. Recibe como afluentes las quebradas de Las Peñas, Los Maquis y el arroyo Vichiculén, este último llega desde el sur, desde la ladera norte del cerro Los Maquis.: 314 

## Caudal y régimen
La subcuenca baja del río Aconcagua, que comprende desde la junta del estero Pocuro hasta la desembocadura del río Aconcagua en el océano Pacífico, incluyendo el estero Catemu y a Los Loros, tiene un régimen nivo–pluvial con las mayores aumentos de caudal en diciembre y enero producto de deshielos. Los menores caudales ocurren en el trimestre marzo-mayo.: 61 

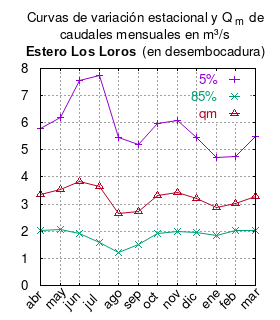
Curvas de variación estacional para el 5% y el 85% de probabilidad de excedencia más el caudal promedio del estero Los Loros en la desembocadura.

## Historia
Francisco Solano Asta-Buruaga y Cienfuegos escribió en 1899 en su obra póstuma Diccionario Geográfico de la República de Chile sobre la zona:
Loros (Los).-—Paraje del departamento de Quillota en la serranía inmediata al SE. de la villa y estación de Llaillay y por la quebrada de los Maquis.
Luis Risopatrón lo describe en su Diccionario Jeográfico de Chile:
Loros (Estero de Los) 32° 50’ 71° 00'. Es de corto caudal i corre hácia el W en un valle en que se encuentran areniscas rojas, con conglomerado en su parte inferior, compuesto de fragmentos de areniscas, pórfidos, jaspes, granito i sienita; se junta con el de Vichiculen i se vácia en la márjen S del curso medio del rio Aconcagua, en Las Vegas. 66, p. 58; 127; i 156; i riachuelo en 62, II, p. 202; i arroyo de Llaillai en 61, XV, p. 56.